# 徳川茂徳
徳川 茂徳（とくがわ もちなが）は、江戸時代後期の大名。美濃国高須藩11代藩主、尾張藩15代藩主、一橋徳川家10代当主。高須藩時代は松平 義比（まつだいら よしちか）、尾張藩時代は徳川茂徳、一橋家時代は徳川 茂栄（とくがわ もちはる）を名乗った。隠居号の玄同（げんどう）の名でも知られる。

## 生涯

### 生い立ち（高須藩・尾張藩時代）
天保2年（1831年）、高須藩10代藩主・松平義建の五男として誕生。幼名は鎮三郎、のち父・義建より偏諱を受けて建重（たつしげ、初名）と名乗る。長兄・四兄は夭折、次兄の慶恕は尾張徳川家を、三兄の武成は浜田松平家を継いだため、この4人の兄に代わって、嘉永2年（1849年）8月16日、高須藩世子となる。同年11月1日、13代将軍・徳川家定に御目見する。嘉永3年（1850年）10月16日、父の隠居により高須藩第11代藩主に就任し、義比（よしちか）を名乗る。
安政5年（1858年）7月5日、安政の大獄により、兄・慶恕（のちの慶勝）の隠居謹慎に伴って尾張藩主に就任、14代将軍に就任した徳川家茂より偏諱の授与を受けて茂徳（もちなが）を名乗る。就任時の経緯から、藩内の支持は附家老の竹腰正富ら佐幕派が中心となった。高須藩主は代わって長男の義端が継承した。
万延元年（1860年）5月18日、義端が早世すると、慶勝の子を養子とし、偏諱を与えて徳成と名乗らせる（のちの義宜）。これよりの前の3月には大老・井伊直弼が桜田門外の変で暗殺されており、やがて慶勝の謹慎が解けると藩内では慶勝派が台頭し、そのため、高須藩主へ復帰する意向も漏らしている。結局、文久3年（1863年）9月13日に隠居し、義宜に藩主を譲った。同年には名古屋城に保存されていた日本刀の一期一振を孝明天皇に献上する。隠居後は玄同（げんどう）と号した。

### 幕政への参与と一橋家相続
慶応元年（1865年）4月、長州再征に際して幕府より征長総督就任の内命を受ける。慶勝側近らの猛反発を受け総督は紀州藩主・徳川茂承に変更されたものの、茂徳にも上京が命ぜられ、大坂城に滞在する家茂の側にあって幕政に参与する。同年閏5月、諱を茂栄（もちはる）に改める。同年6月、幕府より旗本御後備を命じられる。同年9月の兵庫開港要求事件とそれに続く条約勅許の過程においては、一橋家当主・徳川慶喜らとともに対応に奔走し、家茂の信頼を得る（逸話も参照）。同年10月、将軍不在の江戸にあって江戸留守居を命じられ、東上する。
慶応2年（1866年）12月27日、実兄の慶勝や、実弟の松平容保（会津藩主/京都守護職）の斡旋により、徳川宗家を相続（15代将軍に就任）した慶喜に代わって一橋家当主を継承した。なお、当初は家茂の内意を受けて清水家相続の予定であったが、慶喜の意向により同家は徳川昭武（慶喜の弟）が相続することととなり、相続先の差し替えが行われた。
慶応4年（1868年）1月に勃発した戊辰戦争に際しては、兄・慶勝の内意を受けて徳川家救済の嘆願活動の一翼を担った。ただし、茂徳が江戸から江尻宿に赴き、東征大総督・有栖川宮熾仁親王に前将軍・慶喜の寛大な処分を願う嘆願書を提出できたのは3月27日であり、既にこのころ、山岡鉄舟、勝海舟らによって徳川家の降伏条件について新政府側と妥結済であった。

### 明治維新後
慶応4年5月、田安家当主・徳川慶頼（徳川宗家16代当主・徳川家達の実父）らと共に独立の大名に列し、一橋藩を立藩する。明治2年（1869年）3月、版籍奉還を出願する。同年9月、知藩事就任を願っている。同年12月、版籍奉還は認められて廃藩となり、知藩事にはなれなかった。明治3年（1870年）6月、家臣らに別離の挨拶を行い、一橋藩は完全に解体した。明治17年（1884年）3月、数え54歳で没。正二位まで上がった。法号は顕樹院殿。

## 逸話
- 徳川家茂は、慶応元年9月の兵庫開港要求事件における茂徳の対応を高く評価し、「玄同殿は向後親と思ふそよ」の上意を発している。茂徳も家茂に対して深い思慕の情を抱いており、自ら家茂の肖像画制作にも深く関与している[1]。
- 1860年（万延元年）、ヘボン式ローマ字で著名なジェームス・カーティス・ヘボンとフランシス・ホール、デュアン・シモンズ博士夫妻らは、神奈川宿近くの東海道で大名行列を見物した。尾張徳川家の行列の先触れに跪くよう命じられたがヘボンとホールは従わず、立ったまま行列を凝視したため、尾張藩主もヘボンらの前で駕籠を止め、オペラグラスでヘボンらを観察するなど張り詰めた空気が流れたが、数分後に尾張侯の行列は何事もなく出発し、事件・紛争化することなく事なきを得た。この時の尾張藩主は、年代的には徳川茂徳と思われる[2]。

## 系譜
- 父：松平義建
- 母：陽清院 - 美佐尾、尾崎氏、側室
- 養父：徳川慶勝[3]
- 養父：徳川慶喜[4]
- 正室：政姫 - 丹羽長富の娘

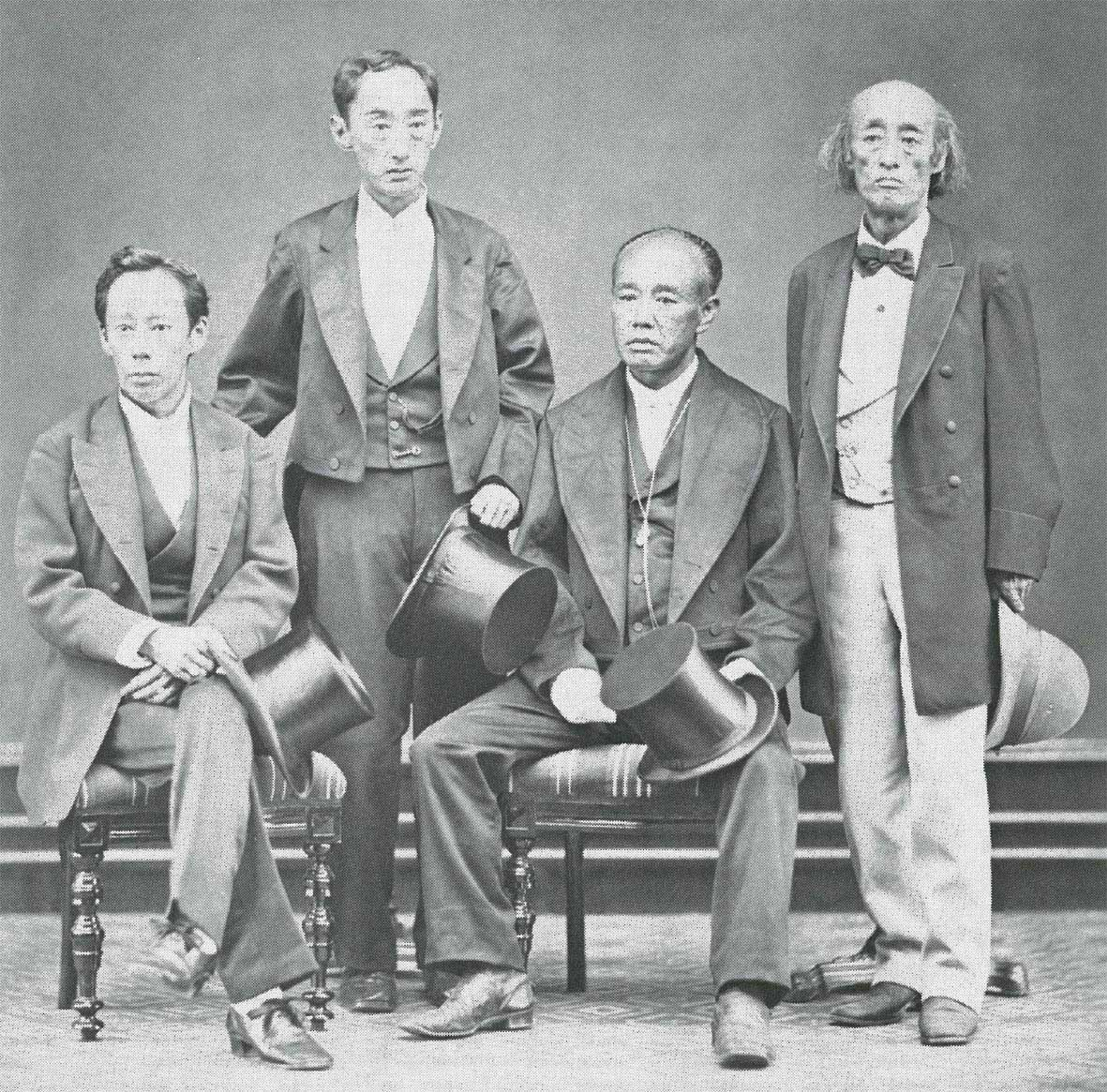
高須四兄弟（明治11年9月撮影）
左から定敬、容保、茂徳、慶勝

  - 長男：松平義端（1858年 - 1860年） - 高須松平家の後嗣。
- 側室：小菅氏
  - 四男：徳川達道（1872年 - 1944年） - 一橋徳川家の後嗣。
  - 養子：徳川義宜 - 徳川慶勝の三男。尾張徳川家の後嗣。